# Julião Gaspar
Julião Gaspar (28. ožujka 1990.) je angolski rukometni vratar. Nastupa za angolski G.D. Interclube i angolsku reprezentaciju.
Natjecao se na Svjetskom prvenstvu u Francuskoj 2017., gdje je reprezentacija Angole završila na 24. mjestu.
S reprezentacijom je osvojio brončanu medalju na afričkom prvenatvu u  Egiptu 2016.